# Rio Vilaine
O rio Vilaine (em bretão:  Gwilen) é um rio da Bretanha, no noroeste da França. A nascente do rio está no département de Mayenne e desagua no oceano Atlântico em Pénestin, no departamento de Morbihan. Possui 218 km e se junta ao rio Rance através do Canal d'Ille-et-Rance, na comuna de Evran.

## Curso do rio
O rio passa por quatro départements (Mayenne, Ille-et-Vilaine, Loire-Atlantique e Morbihan) e quatro comunas (Rennes, Vitré, Redon e La Roche-Bernard).
Três barragens foram construídas em torno de Vitré para evitar alagamentos, fornecer água e criar espaços de lazer:
- 1978: Valière barrage
- 1982: Haute-Vilaine barrage
- 1995: Villaumur barrage

## Navegação
O Vilaine possui uma grande importância na rede fluvial de navegação da Bretanha, principalmente para pequenas embarcações. Em Rennes o rio se conecta ao Canal d'Ille-et-Rance e em Redon cruza com o Canal de Nantes à Brest.

## Principais afluentes
- Rio Ille
- Rio Meu
- Rio Seiche
- Rio Semnon
- Rio Chère
- Rio Don
- Rio Oust
- Rio Isac